# Мануте Бол
Мануте Бол (енгл. Manute Bol; Гограл, 16. октобар 1962 — Шарлотсвил, 19. јун 2010) је бивши судански кошаркаш који је играо у НБА лиги на позицији центра. Са висином 2,30 и до појаве Ђорђа Мурешана, Мануте је био највиши играч НБА лиге свих времена.

## Каријера
Бол је кошарку почео да игра 1978. године у Судану за тимове Вау и Картун. Ту га је запазио тренер америчког Форлан Диксон универзитета и наговорио га да иде у Америку да се школује и игра кошарку. За Бриџпорт колеџ је играо у сезони 1984-1985 када му је већ одређивана професионална НБА каријера.
Бол је 1985. године изабран са Бриџпорт колеџа у НБА лигу и другом кругу драфта као 31. избор од стране тада још Вашингтон булетса, сада Визардси. Бол је играо за Вашингтон, Голден Стејт, Филаделфију и Мајами и био је један од најбољих блокера лиге. У НБА лиги је наступао десет сезона.

## Активиста
Бол је био познат и по хуманитарном раду са групом „Судан санрајз” за помоћ Судану и Африци. Његов циљ као хуманитарца био је да у Судану изгради 41 школу.